# فردریش توربرگ
فردریش توربرگ (انگلیسی: Friedrich Torberg; ۱۶ سپتامبر ۱۹۰۸ – ۱۰ نوامبر ۱۹۷۹) زبان‌شناس، مترجم، نویسنده، فیلم‌نامه‌نویس، و روزنامه‌نگار اهل اتریش بود.